# (154) Bertha
(154) Bertha ist ein Asteroid des äußeren Hauptgürtels, der am 4. November 1875 vom französischen Astronomen Prosper-Mathieu Henry am Pariser Observatorium entdeckt wurde.
Der Asteroid wurde wahrscheinlich benannt zu Ehren von Céline Berthe Martin-Flammarion (1844–1936), Schriftstellerin und Schwester von Camille Flammarion.

## Wissenschaftliche Auswertung
Aus Ergebnissen der IRAS Minor Planet Survey (IMPS) wurden 1992 erstmals Angaben zu Durchmesser und Albedo für zahlreiche Asteroiden abgeleitet, darunter auch (154) Bertha, für die damals Werte von 184,9 km bzw. 0,05 erhalten wurden. Eine Auswertung von Beobachtungen durch das Projekt NEOWISE im nahen Infrarot führte 2011 zu vorläufigen Werten für den Durchmesser und die Albedo im sichtbaren Bereich von 188,8 km bzw. 0,05. Ein Vergleich von Daten, die von 1978 bis 2011 an der Sternwarte Ondřejov in Tschechien und am Table Mountain Observatory in Kalifornien gesammelt wurden, mit den Daten von NEOWISE ergab 2012 Werte für den Durchmesser und die Albedo von 188,6 km bzw. 0,05. Nachdem die Werte nach neuen Messungen mit NEOWISE 2012 auf 192,6 km bzw. 0,04 geändert worden waren, wurden sie 2014 auf 175,2 km bzw. 0,05 korrigiert. Nach der Reaktivierung von NEOWISE im Jahr 2013 und Registrierung neuer Daten wurden die Werte 2015 zunächst mit 177,2 km bzw. 0,05 angegeben und dann 2016 korrigiert zu 174,6 km bzw. 0,05, diese Angaben beinhalten aber alle hohe Unsicherheiten. Eine Untersuchung von 2020 bestimmte aus drei Sternbedeckungen durch (154) Bertha einen Durchmesser von 167,3 ± 1,7 km.
Eine spektroskopische Untersuchung von 820 Asteroiden zwischen November 1996 und September 2001 am La-Silla-Observatorium in Chile ergab für (154) Bertha eine taxonomische Klassifizierung als C- bzw. Cb-Typ.
Photometrische Beobachtungen des Asteroiden erfolgten erstmals am 11. und 20. April 1980 am Table Mountain Observatory in Kalifornien. Aus der relativ gering modulierten Lichtkurve konnte aber keine Rotationsperiode abgeleitet werden, es wurde eine „eher lange“ Periode vermutet. Neue Beobachtungen wurden vom 6. März bis 20. April 1997 durchgeführt. Auch hier konnte nur eine sehr lückenhafte Lichtkurve gewonnen werden. Für die Rotationsperiode wurde ein Wert von >13,8 h festgestellt, aber der wahre Wert konnte nur zu 27,6 h abgeschätzt werden. Um die Unsicherheit zu klären, erfolgten vom 1. bis 16. Januar 2007 neue Messungen am Palmer Divide Observatory in Colorado. Die detailliert dargestellte Lichtkurve korrespondierte am besten mit einer Rotationsperiode von 22,30 h. Bei einer weiteren Beobachtung vom 19. September bis 31. Oktober 2011 am Organ Mesa Observatory in New Mexico konnten alle vorher ermittelten Werte für die Rotationsperiode ausgeschlossen werden. Der Asteroid rotiert nur wenig langsamer als die Erde, daher erscheint die Lichtkurve jeden Tag nur ein wenig verschoben. Die Beobachtungen wurden daher so lange fortgesetzt, bis zwei komplette Perioden aufgezeichnet waren und die Rotationsperiode zu 25,224 h bestimmt war.
Die Auswertung archivierter Lichtkurven der Lowell Photometric Database ermöglichte in einer Untersuchung von 2016 die Bestimmung der Rotationsperiode zu 25,2285 h, außerdem konnten Gestaltmodelle und zwei alternative Lösungen für die Position der Rotationsachse angegeben werden in Verbindung mit einer prograden Rotation. Im Jahr 2023 wurde aus photometrischen Messungen von Gaia DR3 erneut ein dreidimensionales Gestaltmodell des Asteroiden für eine Rotationsachse mit retrograder Rotation und einer Periode von 25,251 h berechnet.
Abschätzungen von Masse und Dichte für den Asteroiden (154) Bertha aufgrund von gravitativen Beeinflussungen auf Testkörper hatten in einer Untersuchung von 2012 zu einer Masse von etwa 9,19·1018 kg geführt und mit einem angenommenen Durchmesser von etwa 187 km zu einer Dichte von 2,69 g/cm³ bei keiner Porosität. Diese Werte besitzen eine hohe Unsicherheit im Bereich von ±56 %.